# 阿姆里·萨纳维
阿姆里·萨纳维（1998年11月8日—），印尼男子羽毛球運動員。

## 簡歷
2018年4月，阿姆里·萨纳维出戰印尼羽毛球國際系列賽，分別與里安·斯瓦斯泰迪安和谢拉·德维·奥莉亚合作拿得男子雙打和混合雙打比賽兩項冠軍。

## 主要比賽成績
只列出曾進入準決賽的國際賽事成績：
| 年份   | 賽事                     | 公開賽級別 | 項目     | 拍檔                     | 成績   |
| ------ | ------------------------ | ---------- | -------- | ------------------------ | ------ |
| 2018年 | 印尼羽毛球國際系列賽     | 國際系列賽 | 男子雙打 | 里安·斯瓦斯泰迪安        | 冠軍   |
| 2018年 | 印尼羽毛球國際系列賽     | 國際系列賽 | 混合雙打 | 谢拉·德维·奥莉亚         | 冠軍   |
| 2019年 | 老撾羽毛球國際系列賽     | 國際系列賽 | 男子雙打 | Muhammad Fachrikar       | 準決賽 |
| 2019年 | 老撾羽毛球國際系列賽     | 國際系列賽 | 混合雙打 | 玛西塔·穆罕默丁          | 準決賽 |
| 2019年 | 馬來西亞羽毛球國際系列賽 | 國際系列賽 | 混合雙打 | 皮婭·澤巴迪婭·貝爾納德特 | 冠軍   |
| 2019年 | 印尼羽毛球國際挑戰賽     | 國際挑戰賽 | 男子雙打 | Muhammad Fachrikar       | 亞軍   |
| 2021年 | 巴林羽毛球國際系列賽     | 國際系列賽 | 男子雙打 | Christopher David Wijaya | 冠軍   |
| 2021年 | 巴林羽毛球國際挑戰賽     | 國際挑戰賽 | 男子雙打 | Christopher David Wijaya | 亞軍   |
| 2022年 | 立陶宛羽毛球國際賽       | 未來系列賽 | 混合雙打 | 温妮·奥克塔温纳·坎道     | 冠軍   |
| 2022年 | 波恩羽毛球國際賽         | 未來系列賽 | 混合雙打 | 温妮·奥克塔温纳·坎道     | 冠軍   |
| 2022年 | 南特羽毛球國際挑戰賽     | 國際挑戰賽 | 混合雙打 | 温妮·奥克塔温纳·坎道     | 冠軍   |
| 2022年 | 印尼羽毛球國際挑戰賽     | 國際挑戰賽 | 混合雙打 | 温妮·奥克塔温纳·坎道     | 準決賽 |
| 2023年 | 印尼泗水羽毛球大師賽     | 超級100賽  | 混合雙打 | 温妮·奥克塔温纳·坎道     | 準決賽 |
| 2024年 | 越南羽毛球國際挑戰賽     | 國際挑戰賽 | 混合雙打 | 英达·察亚·萨里·贾米尔    | 亞軍   |
| 2024年 | 泰國羽毛球國際挑戰賽     | 國際挑戰賽 | 混合雙打 | 英达·察亚·萨里·贾米尔    | 準決賽 |
| 2024年 | 斯洛文尼亞羽毛球公開賽   | 國際系列賽 | 混合雙打 | 英达·察亚·萨里·贾米尔    | 冠軍   |
| 2024年 | 奧地利羽毛球公開賽       | 國際系列賽 | 混合雙打 | 英达·察亚·萨里·贾米尔    | 亞軍   |
| 2024年 | 印尼北干巴魯羽毛球大師賽 | 超級100賽  | 混合雙打 | 妮塔·维奥莉娜·马瓦尔     | 準決賽 |
| 2024年 | 馬來西亞羽毛球國際挑戰賽 | 國際挑戰賽 | 混合雙打 | 妮塔·维奥莉娜·马瓦尔     | 冠軍   |
| 2024年 | 印尼泗水羽毛球國際挑戰賽 | 國際挑戰賽 | 混合雙打 | 妮塔·维奥莉娜·马瓦尔     | 亞軍   |
| 2024年 | 印尼泗水羽毛球大師賽     | 超級100賽  | 混合雙打 | 妮塔·维奥莉娜·马瓦尔     | 冠軍   |
| 2025年 | 泰國羽毛球公開賽         | 超級500賽  | 混合雙打 | 妮塔·维奥莉娜·马瓦尔     | 準決賽 |
| 2025年 | 澳門羽球公開賽           | 超級300賽  | 混合雙打 | 妮塔·维奥莉娜·马瓦尔     | 準決賽 |

| 2018-2026年 | 總決賽 | 超級1000賽 | 超級750賽 | 超級500賽 | 超級300賽 | 超級100賽 | 國際挑戰賽 | 國際系列賽 | 未來系列賽 | 其他 |